# Lampa subminiaturowa
Lampa subminiaturowa (mikrolampa) – rodzaj lampy elektronowej  charakteryzującej się bardzo małymi rozmiarami w stosunku do zwykłych lamp. Średnica szklanych baniek tych lamp kształtuje się na ogół w granicach 5–10 mm, a ich wysokość jest rzędu 20–40 mm. Są to lampy zazwyczaj zasilane bateryjnie o napięciu żarzenia od ułamka wolta do 1,4 V  a także o niskim napięciu anodowym od 20 do 70 V. Cokoły (również szklane) tych lamp mają nóżki w postaci elastycznych drucików umożliwiających montaż lampy bez podstawki (np. za pomocą lutowania). Istnieje też możliwość wstawienia (po skróceniu drucików) lampy subminiaturowej w specjalną podstawkę, zwaną również subminiaturową. 
Przykłady:

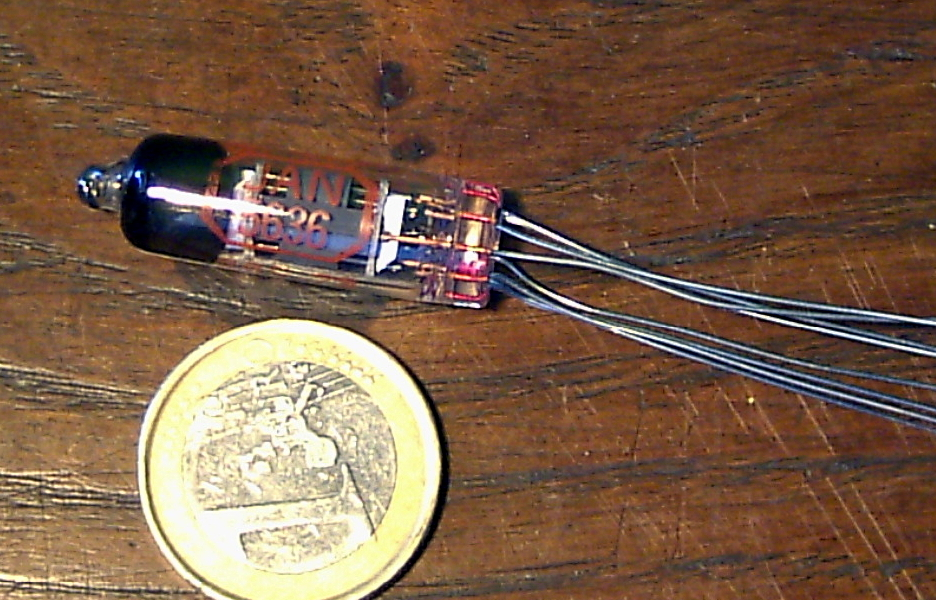
Subminiaturowa pentoda 5636 (prod. RCA)

- CV4501  – pentoda wielkiej częstotliwości
- 1AG4  – pentoda  małej częstotliwości
- AC701 – trioda małej częstotliwości
- DC70  – trioda UKF
- DL64  – pentoda końcowa
- DM160 – wskaźnik dostrojenia ("magiczne oko")